# The Wishing Ring: An Idyll of Old England
The Wishing Ring: An Idyll of Old England is een Amerikaanse filmkomedie uit 1914 onder regie van Maurice Tourneur. Het scenario is gebaseerd op het gelijknamige toneelstuk uit 1910 van de Amerikaanse auteur Owen Davis.

## Verhaal
Giles is de zoon van de graaf van Bateson. Wanneer hij van school wordt gestuurd wegens wangedrag, zegt zijn vader hem dat hij hem pas terug wil zien als hij zich weet te gedragen. Daarna maakt Giles kennis met de predikantsdochter Sally, die gelooft dat ze praat met een tuinman. Giles houdt Sally voor de gek en doet alsof hij haar een toverring schenkt.

## Rolverdeling
| Acteur          | Personage         |
| --------------- | ----------------- |
| Vivian Martin   | Sally             |
| Alec B. Francis | Graaf van Bateson |
| Chester Barnett | Giles             |
| Gyp Williams    | Weesjongen        |
| Simeon Wiltsie  | Predikant         |
| Walter Morton   | Mijnheer Annesley |
| Johnny Hines    | Vrolijke jongen   |